# Puig de la Màquina
El puig de la Màquina és una muntanya de 525 metres situada al municipi de Maçanet de Cabrenys, a la comarca catalana de l'Alt Empordà.